# 忠诚度管理
忠诚度商业模型是一种战略管理中，利用公司资源，增加客户和其他股东忠诚度，达到预期商业目标的商业模型。典型的一个例子是:产品质量或引导客户满意的服务。客户的忠诚度直接影响了利润。

## 服务质量模型
Kaj Storbacka, Tore Strandvik和Christian Grönroos (1994)提出了服务质量模型，比基本忠诚度商业模型更加详细，但是结论相同。其中，客户满意度是根据产品和服务的最近使用经验，评估是根据整体的质量，与当前产品表现进行对比。如果当前表现超过原有表现，客户满意度会提高。如果客户期待值较低，或者产品可带来价值（例如，价格较低同时质量中等），即使质量中等，也可以计算出较高的忠诚度。同样地，尽管质量较高，但是服务较差，客户的满意度也会降低。当产品定价较高，但是交易无法带来很多价值，忠诚度会降低。
模型还描述了商业关系的稳固性，提出稳固性与客户最近满意度、产品质量体察、客户关系承诺、各方牢固性等因素成正比。客户一般有"容忍空间"，在"刚刚好用"和"优秀"之间也有一定空间。一次的不满意可能不会明显减少商业关系的强度，如果是高质量体察物品，如果转换成本较高，而没有很多令人满意的替代品，或者关系之间存在契约关系，都会影响客户的忠诚度。契约关系是指让客户放弃选择的障碍，包括：法律契约(合同)、科技契约(科技共享)、经济契约(依存程度)、知识契约、社会伦理契约、思维契约、心理契约、地理契约、时间契约和计划契约。
模型还提出了关系稳固性和客户忠诚度的关系，客户忠诚度由三个因素决定: 关系强度、可替代品和重要插曲。关系决定由以下几个因素：
1) 客户离开公司服务范围
2) 客户不再需要公司的产品和服务
3) 出现更多的替代品提供商
4) 稳固性减弱
5) 公司对于关键插曲处理不好
6) 服务价值不可解释的改变
模型的最后一个方面是客户忠诚度对利润的影响。忠诚度模型的基本核心是，保持现有客户的成本比开发新客户要低。由Reichheld和Sasser (1990)提出，客户保留度每提高5%，利润可提高25%到85%(根据净现值计算)，根据行业有所不同。Carrol和Reichheld (1992)对此质疑，提出使用了错误的交叉分析。
Buchanan和Gilles (1990)提出，客户保留提高利润主要因为：
- 采购成本一般只发生在合作初期，合作关系越长，折旧成本越低
- 客户维护成本占总成本比例降低(或占收入比例)
- 长期客户不易变更，对价格较不敏感，单位利润比较稳定，销售量利润增加
- 长期客户可带来口碑效应，免费进行促销和宣传
- 长期客户更易购买辅助产品、高利润率配件等
- 长期客户对公司合作满意，较少投入竞争对手怀抱，让市场准入和竞争者市场更加困难
- 长期客户服务成本更低，因为对流程熟悉，需要较少"教育"，订单地址固定
- 提高客户忠诚度和员工工作更简单、满意，从而带来更高利润，从而进一步提高客户满意度，形成良性循环

## 模型拓展
Schlesinger和Heskett (1991)将员工满意度加入到客户满意度模型中，开发了新的"成功循环"和"失败循环"的概念，在成功循环中，投资员工能力培养，提高更好服务是一个良性循环。选拔、培养员工和创造企业文化可以让员工满意度增加，提高员工竞争力，提高更好服务，提高客户满意度。反过来，会提高客户忠诚度，提高销售水平，提高利润率，这些利润率的一部分可以重新投资到员工培养中，从而形成良性循环。
Fredrick Reichheld (1996)将员工满意度进行拓展，将供应商、员工、银行、客户、分销商、股东和经理董事会的忠诚度加入进来。

## 数据收集
一般忠诚度数据是通过多种方式衡量的，通过采集问卷进行调查。然而，如果经理需要了解忠诚度的范围，还有很多种方法可循，参见Buckinx, Verstraeten & Van den Poel (2006)。
生活方式的市场细分也是一种很有力的工具，可以稳固客户，让客户了解最适合自己的生活方式。

## 附注
1. ↑  Storbacka, K. Strandvik, T. and Gronroos, C. (1994) "Managing customer relationships for profit", International Journal of Service Industry Management, vol 5, no 5, 1994, pp 21-28.